# Реберн, Марвин
Марвин Реберн (англ. Marvin Raeburn; род. 7 марта 1975 года, Скарборо, Тринидад и Тобаго) — бывший тринидадский футболист, полузащитник.

## Карьера
Начинал играть в футбол на родине, после чего хавбек уехал в США. Там Реберн выступал за ряд коллективов. На некоторое время полузащитник возвращался в Тринидад и Тобаго, где он провел два года за клуб «Морва Каледония Юнайтед». Завершил свою карьеру футболист в канадском «Метро Лайонзе». Через несколько лет он возобновлял свою карьеру в «Тобаго Юнайтед».

## Сборная
В сборную Тринидада и Тобаго Марвин Реберн вызывался в 1995—1996 годах. Дебютировал в её составе хавбек 15 февраля 1995 года в товарищеском матче против Финляндии. В нём тринидадцы добились успеха со счетом 2:1, а Реберн отметился забитым голом. В следующий раз он сыграл за национальную команду через год в поединке против Колумбии. После этого полузащитник больше не вызывался в её ряды.